# Polytrichophora duplosetosa
Polytrichophora duplosetosa är en tvåvingeart som först beskrevs av Becker 1896.  Polytrichophora duplosetosa ingår i släktet Polytrichophora och familjen vattenflugor. Arten är reproducerande i Sverige. Inga underarter finns listade i Catalogue of Life.